# Рока ди Боте (Л'Аквила)
Рока ди Боте (итал. Rocca di Botte) је насеље у Италији у округу Л'Аквила, региону Абруцо.
Према процени из 2011. у насељу је живело 695 становника. Насеље се налази на надморској висини од 676 м.

## Партнерски градови
- Trevi nel Lazio